# M'Rara
M'Rara (em árabe: ﻣﺮارة) é uma cidade e comuna no distrito de Djamaa, na província de El Oued, Argélia. De acordo com o censo de 2008, a população total da cidade era de 7 999 habitantes.